# Maryland Black Bears
Maryland Black Bears är ett amerikanskt juniorishockeylag som spelar i North American Hockey League (NAHL) sedan 2018. De spelar sina hemmamatcher i inomhusarenan Piney Orchard Ice Arena, som har en publikkapacitet på 1 200 åskådare vid ishockeyarrangemang, i Odenton i Maryland. Black Bears har fortfarande inte vunnit någon Robertson Cup, som delas ut till det lag som vinner NAHL:s slutspel.
De har ännu inte fostrat någon nämnvärd spelare.